# Liste de tragédies grecques antiques

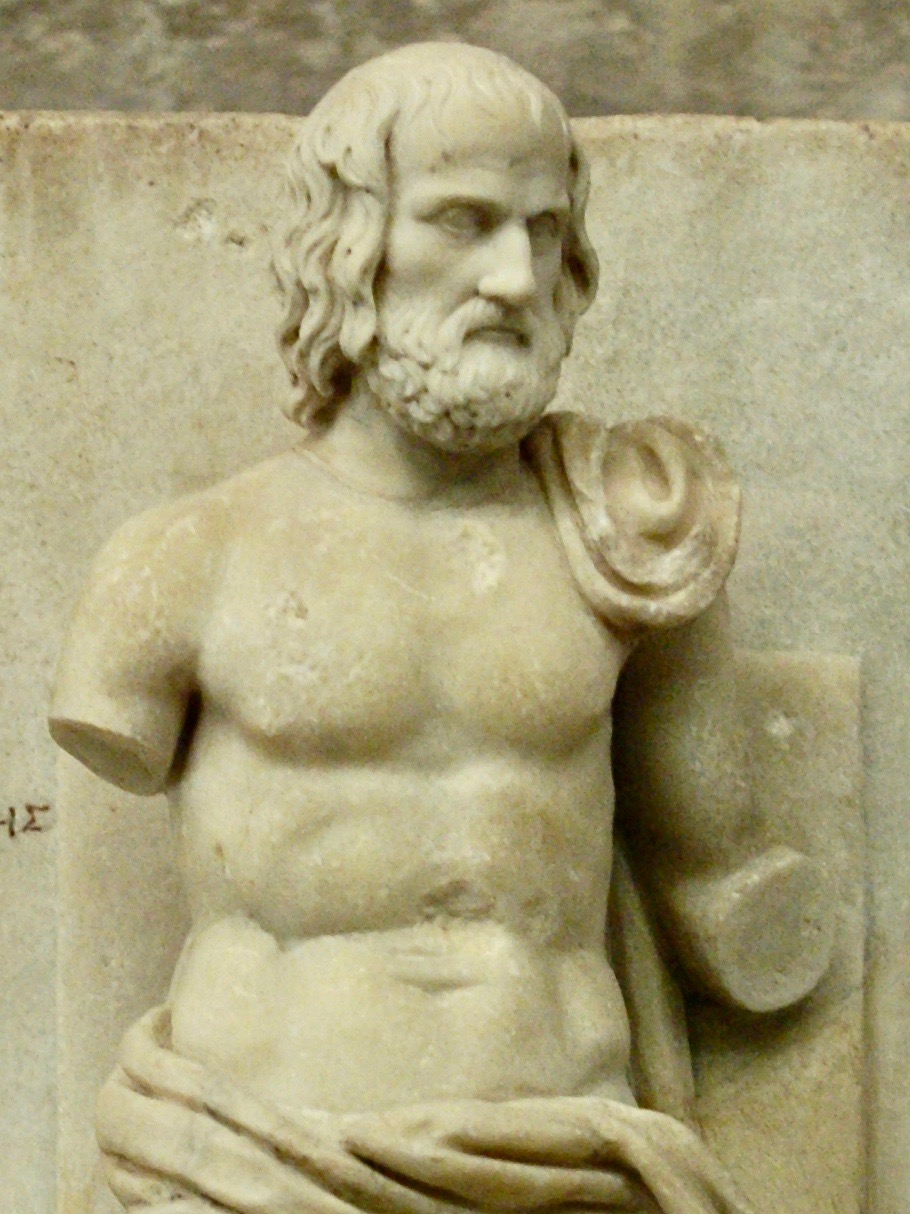
Détail d’une statuette d'Euripide, auteur de dix-huit des trente-deux tragédies grecques qui nous sont parvenues

Cet article propose une liste des tragédies grecques (complètes ou non), principalement issues des tragiques Euripide, Eschyle et Sophocle.

## Tragédies d'Eschyle

### Tragédies complètes
| Titre Auteur                                                                           | Date              | Personnages Chœur et Coryphée | Résumé |
| -------------------------------------------------------------------------------------- | ----------------- | --- | --- |
| Les Perses Eschyle                                                                     | 472 av. J.-C.     | - Atossa (femme de Darius, mère de Xerxès, simplement appelée « la Reine ») - Darius (défunt roi des Perses sous forme d'Ombre) - Xerxès (fils de Darius, roi des Perses) - Un Messager Chœur de conseillers du roi | Le drame raconte le retour de Xerxès à Suse après les défaites de Salamine et de Platées. Le drame, dans les Perses, ne repose pas sur l'agencement des péripéties et des événements ; ceux-ci sont déjà passés, et on les raconte, ou à venir, et on les prédit ; au reste, le spectateur les connaît déjà et toute l'émotion réside en l'attente angoissée de la catastrophe. Nulle œuvre, à part peut-être les Sept contre Thèbes, ne reflète mieux l'union des deux éléments constitutifs de la tragédie grecque : la déploration lyrique et la narration épique ; le récit du messager d'une part, la prophétie de Darius de l'autre sont les points culminants qui émergent du crescendo choral. Le songe d'Atossa, reine et mère de Xerxès, et son dialogue avec le chœur préparent l'arrivée du messager. Ainsi l'émotion dramatique est obtenue non par un agencement des péripéties, mais par la création d'un climat continu d'attente et d'angoisse, se résolvant en une déploration du malheur consommé. |
| Les Sept contre Thèbes Eschyle                                                         | 467 av. J.-C.     | - Étéocle (roi de Thèbes) - Antigone (fille d'Œdipe et Jocaste) - Ismène - Un Messager Chœur de femmes de Thèbes | La tragédie raconte la guerre des sept chefs, qui trouve son origine dans la lutte qui oppose Étéocle et Polynice, les frères d'Antigone, après la mort de leur père, Œdipe, pour la possession du royaume de Thèbes. Polynice arrive avec une armée argienne pour reprendre le trône à son frère. En effet, les deux frères s'étaient mis d'accord pour occuper à tour de rôle le trône, mais Étéocle, son tour fini, avait refusé de laisser sa place. Les assaillants, répartis en sept groupes, chacun dirigé par un grand chef attaquent chacun une porte de la ville. Étéocle choisit un champion thébain pour faire face à chacun d'eux. Le dernier groupe est mené par Polynice, et Étéocle qui connaît l'imprécation d'Œdipe et sait qu'il va mourir de la main de son frère et le tuer lui-même s'il va le combattre, décide tout de même de le faire, pour le bien de la cité. La cité est sauvée, les deux frères s’entre-tuent et Étéocle se voit offrir une sépulture par les dignitaires de la ville alors que Polynice, déclaré traître à son pays, ne doit en avoir aucune. Créon décide que le cadavre de ce dernier sera laissé au soleil afin de montrer l'exemple aux opposants de Thèbes. Il fait surveiller le corps et promet la mise à mort de quiconque offrira une sépulture au corps. Antigone, sa sœur, décide seule de lui donner un tombeau décent. |
| Les Suppliantes Eschyle                                                                | 464–463 av. J.-C. | - Danaos (arrière-petit-fils d'Épaphos) - Pélasgos (fils de Palaichtôn, roi d'Argos, simplement appelé « le Roi ») - Un Héraut égyptien Chœur de Danaïdes et de leurs suivantes | Danaos est le descendant à la troisième génération d'Épaphos, fils d'Io, né en Égypte après que sa mère a repris forme humaine. Danaos, selon la tradition, régnait en Libye, son frère Égyptos sur l'Égypte. Égyptos avait cinquante fils qui devaient épouser les filles de Danaos mais celles-ci, redoutant ce mariage, s'enfuirent avec leur père. Au moment où s'ouvre la tragédie des Suppliantes, elles abordent au pays d'Argos, berceau de leur race, et demandent l'hospitalité et la protection du roi du pays, qu'Eschyle nomme Pélasge, contre les Égyptiades qui les poursuivent. Le roi, après avoir consulté son peuple, y consent et repousse la demande d'extradition brutalement présentée par un héraut égyptien. La tragédie s'achève sur l'hymne de reconnaissance des Danaïdes, malgré la menace de guerre qui plane sur le pays. |
| L’Orestie (trilogie) (I) Agamemnon, (II) Les Choéphores et (III) Les Euménides Eschyle | 458 av. J.-C.     | I – Agamemnon - Agamemnon (fils d'Atrée, roi d'Argos) - Clytemnestre (fille de Tyndare, épouse d'Agamemnon) - Cassandre (fille de Priam, captive d'Agamemnon) - Égisthe (fils de Thyeste, cousin germain d'Agamemnon, amant de Clytemnestre) - Le Veilleur - Un Héraut Chœur de vieillards d'Argos II – Les Choéphores - Oreste (fils d'Agamemnon et de Clytemnestre) - Électre (sœur d'Oreste) - Clytemnestre (veuve d'Agamemnon, amante d'Égisthe) - Égisthe (fils de Thyeste, cousin germain d'Agamemnon, amant de Clytemnestre) - Pylade (fils de Strophios, roi de Phocide et d'Anaxibia) - Un Serviteur - La Nourrice - Un Esclave Chœur de captives III – Les Euménides - La Pythie (prêtresse et interprète d'Apollon à Delphes) - Apollon (fils de Zeus et de Léto, dieu du soleil) - Oreste (fils d'Agamemnon) - Clytemnestre (défunte, sous forme d'Ombre) - Athéna (fille de Zeus, déesse de la sagesse) - Les juges Athéniens (personnages muets) Chœur des Érinyes | Résumé à compléter |
| Prométhée enchaîné Eschyle                                                             | Inconnue          | - Kratos - Bia - Héphaïstos (fils de Zeus et d'Héra, dieu du feu) - Prométhée (Titan, fils de Thémis) - Océan (Titan) - Io (fille d'Inachos) - Hermès (fils de Zeus, messager des dieux) Chœur des Océanides | Après le soulèvement de Zeus contre son père Cronos, et la guerre qui s'ensuivit, Zeus assoit sa puissance et réduit à néant tous ses opposants. Prométhée, le « prévoyant » (qui connaît l'avenir), avait d'abord conseillé sans succès aux Titans d'utiliser la ruse, sachant que seule celle-ci amènerait la victoire avant de s'allier à Zeus. Lorsque ce dernier décide d'abolir la race humaine afin d'en fonder une nouvelle, seul Prométhée s'y oppose et donne aux hommes le feu (symbole de la connaissance). Sur ordre de Zeus, il est alors enchaîné, par Héphaïstos à un rocher aux confins de la Terre. Océan apparaît alors, qui lui promet d'intercéder en sa faveur auprès de Zeus. Prométhée révèle que sa punition ne durera pas éternellement, qu'il sera délivré par un descendant d'Io (Héraclès) et que Zeus sera renversé. Prométhée ne peut en dire plus car il doit garder le secret connu de lui seul, sous peine que Zeus ne puisse se soustraire à son destin. Hermès intervient alors, au nom de Zeus, pour demander à Prométhée de livrer son secret, sans quoi il sera torturé. Prométhée ne cède pas car il sait que Zeus ne peut le faire mourir. Il est condamné à être torturé par un aigle qui lui dévorera éternellement le foie, celui-ci se régénérant sans cesse.                                                                         |

### Tragédies fragmentaires
| Titre Auteur | Date                | Personnages Chœur et Coryphée | Résumé |
| --- | ------------------- | --- | --- |
| Achilléide (Trilogie) (I) Les Myrmidons, (II) Les Néréides et (III) Les Phrygiens ou La Rançon d’Hector Eschyle | Ve siècle av. J.-C. | - Achille - Phénix - Autres personnages incertains, Chœur de Myrmidons - Achille - Un messager - Autres personnages incertains, Chœur de Néréides - Achille - Hermès - Priam Chœur de Troyens | Les Myrmidons est la première pièce de la trilogie/tétralogie, basée sur les livres 9 et 16 de l’Iliade. Achille, humilié par Agamemnon, décide de se retirer de la Guerre de Troie avec ses soldats (les Myrmidons). Quand Achille autorise ses hommes à retourner se battre, Patrocle part combattre en portant l'armure d'Achille et se faisant passer pour lui, il est tué. La perte de Patrocle convainc Achille de reprendre les armes. Les Néréides est basée sur les livres 18, 19 et 22 de l’Iliade. Dans le récit de l’Iliade, Hector ayant tué l'amant d'Achille Patrocle et Achille ayant tué le frère d'Hector Polydore, les deux hommes s'affrontent dans un duel à mort dont Achille sort vainqueur. Les Phrygiens (ou La Rançon d’Hector) est la dernière pièce de l'Achilléide d'Eschyle et correspond au livre 24 de l’Iliade. Priam, roi de Troie et père d'Hectore y négocie avec Achille le rachat du corps de son fils. |
| Niobé Eschyle                                                                                                   | Inconnue            | - Niobé - La Nourrisse Chœur inconnu | Niobé restait immobile et muette pendant plusieurs scènes. C'était probablement sa nourrice qui décrivait l'attitude de la malheureuse en dialoguant avec le chœur. |

## Tragédies de Sophocle

### Tragédies complètes
| Titre Auteur               | Date                            | Personnages Chœur et Coryphée | Résumé |
| -------------------------- | ------------------------------- | --- | --- |
| Ajax Sophocle              | 445 av. J.-C.                   | - Athéna (fille de Zeus, déesse de la sagesse) - Ulysse (fils de Laërte, roi d'Ithaque) - Ajax (fils de Télamon, chef des Salaminiens) - Tecmesse (fille de Téleutas, captive et compagne d'Ajax) - Un Messager - Teucros (frère d'Ajax) - Ménélas (fils d'Atrée, frère d'Agamemnon, roi de Lacédémone) - Agamemnon (fils d'Atrée, roi d'Argos et de Mycènes) Chœur de matelots Salaminiens | Le drame relate l'épisode de la folie d'Ajax : le guerrier a massacré le bétail de l'armée en croyant assassiner les chefs Atrides. Devant le chœur des marins de Salamine, Ajax revenu à ses esprits, désespéré, refuse la consolation de sa compagne Tecmesse, exhorte son fils Eurysacès à l'honneur et annonce qu'il va se purifier. Il se suicide sur la scène même, seulement caché par un buisson. Ses proches constatant sa mort se lamentent, et Agamemnon accepte sur les supplications de Teucros la sépulture d'Ajax. |
| Antigone Sophocle          | 442 av. J.-C.                   | - Antigone (fille d'Œdipe et Jocaste) - Ismène (sœur d'Antigone) - Créon (roi de Thèbes) - Un garde - Hémon (fils de Créon) - Tirésias (devin) - Un messager - Eurydice (femme de Créon) - Un serviteur Chœur de vieillards thébains | Pour avoir enterré son frère rebelle Polynice, tué dans sa lutte avec son frère Étéocle, Antigone qui a enfreint le décret de Créon doit être punie de mort. Le tyran refuse de revenir sur sa décision malgré les lamentations du chœur des vieillards de Thèbes et les supplications de son propre fils Hémon, fiancé d'Antigone. Seuls les présages de Tirésias le font changer d'avis, mais il est trop tard : Antigone s'est suicidée. Hémon l'imite bientôt, suivi d'Eurydice, la femme de Créon. |
| Électre Sophocle           | Vers 414 av. J.-C.              | - Le Précepteur - Oreste (fils d'Agamemnon et de Clytemnestre) - Électre (sœur d'Oreste) - Chrysothémis (sœur d'Électre) - Clytemnestre (fille de Tyndare, veuve d'Agamemnon) - Égisthe (fils de Thyeste, cousin germain d'Agamemnon, amant de Clytemnestre) Chœur de jeunes femmes de Mycènes                                                                                              | Reprenant le thème des Choéphores d'Eschyle (et conservant le chœur de jeunes femmes), la pièce décrit le retour à Mycènes d'Oreste, vengeur de son père Agamemnon. Il y retrouve sa sœur Électre, qui attend son retour avec un désespoir grandissant et envisage d'accomplir elle-même la vengeance. La scène de reconnaissance intervient dans le dernier épisode et le meurtre de Clytemnestre, puis celui d'Égisthe, sont accomplis en exodos. |
| Œdipe à Colone Sophocle    | Jouée posthume en 401 av. J.-C. | - Œdipe (fils de Jocaste et Laïos, ancien roi de Thèbes) - Thésée (fils d'Égée, roi d'Athènes) - Antigone (fille d'Œdipe et Jocaste) - Créon (frère de Jocaste, futur roi de Thèbes) - Polynice (filsd'Œdipe et Jocaste) - Ismène (sœur d'Antigone) - Un étranger - Un messager Chœur de vieillards attiques                                                                                | La pièce décrit l'arrivée d'Œdipe, réprouvé, aveugle et maudit, à Colone, près d'Athènes. Rejeté, ne pouvant compter que sur ses filles Antigone et Ismène, il s'efforce de se disculper des crimes dont on l'accuse. Œdipe doit aussi défendre sa liberté face à ses fils : Créon, envoyé par Étéocle, vient pour se saisir de lui et de ses filles, mais l'aide précieuse de Thésée, roi d'Athènes, les sauve. Puis c'est Polynice qui vient quémander son soutien pour la guerre des sept qui se prépare. Rejetant ses fils, Œdipe se prépare à mourir : accompagné de Thésée, il disparaît en un lieu secret en promettant sa protection à Athènes. À l'appel des dieux, le maudit est élevé au rang des héros. |
| Œdipe roi Sophocle         | Antérieure à 425 av. J.-C.      | - Œdipe (roi de Thèbes) - Le prêtre de Zeus - Créon (fils de Ménécée, frère de Jocaste) - Tirésias (devin) - Jocaste (veuve de Laïos, femme d'Œdipe) - Un Corinthien - Un Serviteur de Laïos - Un Messager Chœur de vieillards thébains | À Thèbes ravagé par la peste, Œdipe devenu roi cherche à connaître l'identité du meurtrier de Laïos, cause de la malédiction. Le devin Tirésias, sollicité, apprend la terrible vérité à Œdipe, meurtrier de son père et époux de sa mère Jocaste, mais celui-ci n'y voit qu'une injure inspirée par Créon. Des révélations successives viennent pourtant étayer la révélation, et Œdipe doit admettre qu'en tentant de déjouer l'oracle, il n'a fait que l'accomplir. La pièce s'achève sur le suicide de Jocaste et l'apparition d'Œdipe mutilé après s'être crevé les yeux, le visage ensanglanté, réclamant l'exil car il veut mourir.                                                                          |
| Philoctète Sophocle        | 409 av. J.-C.                   | - Ulysse (fils de Laërte, roi d'Ithaque) - Néoptolème (fils d'Achille, chef des Myrmidons) - Philoctète (fils de Péas, chef des Magnètes) - Un Messager - Un Marchand Chœur de marins Achéens | Chargé par Ulysse de ramener à Troie Philoctète, blessé et abandonné jadis par Ulysse et les Atrides sur une île déserte, et son arc, le jeune Néoptolème, fils d'Achille, est confronté à un choix moral délicat. Sa mission est indispensable selon l'oracle, mais le jeune homme ne peut se résoudre à trahir le malheureux. Néoptolème rend l'arc après l'avoir volé, et tente de procéder par la persuasion honnête ; mais Philoctète entêté refuse de le suivre et de pardonner aux Atrides, bien qu'il lui fût garanti que sa blessure serait soignée à Troie. C'est l'apparition d'Héraclès qui vient sauver la situation et faire changer Philoctète d'avis.                                               |
| Les Trachiniennes Sophocle | Inconnue                        | - Déjanire (fille d'Œnné, femme d'Héraclès) - La nourrice - Hyllos (fils d'Héraclès et de Déjanire) - Un messager - Lichas (compagnon d'Héraclès) - Héraclès (fils de Zeus et d'Alcmène, époux de Déjanire) - Un vieillard Chœur de Trachiniennes | La pièce a pour sujet la mort d'Héraclès. Sa femme Déjanire, prévenue par son fils Hyllos du retour d'Héraclès, mais inquiète de voir ce dernier séduit par la jeune Iole, elle fait envoyer par Hyllos une tunique trempée dans le sang du centaure Nessos. Pensant ainsi se garantir l'attachement d'Héraclès elle tue en fait ce dernier. Apprenant l'événement, elle se suicide alors que son époux arrive à Trachis et, entendant de la bouche d'Hyllos la nouvelle de cette mort, ce dernier comprend qu'il meurt par la ruse d'un mort, Nessos, comme l'avait prédit un oracle. |

### Tragédies fragmentaires
| Titre Auteur         | Date                       | Personnages Chœur et Coryphée                                                                            | Résumé |
| -------------------- | -------------------------- | --- | --- |
| Les Limiers Sophocle | Antérieure à 440 av. J.-C. | - Apollon - Silène - Mont de Cyllène (Oréade) - Hermès (absent des fragments préservés) Chœur de satyres | Les fragments retrouvés racontent Hermès enfant, faisant de la musique pour la première fois, et les satyres l’écoutant avec étonnement. Il reprend directement le sujet de l’Hymne homérique à Hermès. |

## Tragédies d'Euripide

### Tragédies complètes
| Titre Auteur                 | Date                                   | Personnages Chœur et Coryphée | Résumé |
| ---------------------------- | -------------------------------------- | --- | --- |
| Alceste Euripide             | 438 av. J.-C.                          | - Admète (roi de Phères) - Alceste (épouse d'Admète) - Apollon (président au prologue) - Phérès (père d'Admète) - Héraclès (héros, fils de Zeus) - Thanatos (la mort) - Eumèle - Une Servante - Un Serviteur Chœur de vieillards de Phères                                                | Admète a reçu la visite d'Apollon. Celui-ci avait été puni par Zeus et devait subir un an de servitude chez un mortel. C'est Apollon qui prononce le prologue. Pour remercier Admète, Apollon lui fait don de la vie éternelle, mais il s'agit d'un cadeau empoisonné, car à chaque fois que viendra le moment de sa mort, Admète devra se trouver un remplaçant, qui acceptera de mourir, afin d'envoyer à Hadès l'âme due. Au cours de la pièce, Admète va donc successivement demander ce sacrifice à ses parents, puis à son épouse Alceste. Seule cette dernière accepte d'offrir sa vie pour lui. Elle lui demande en retour de ne plus regarder aucune femme, et de lui promettre de ne jamais se remarier, ce qu'il fit. Alors que le palais est en deuil, Héraclès, entre deux travaux, vient y chercher l'hospitalité. Voyant le palais endeuillé, il craint de déranger et demande qui est pleuré. Admète lui ment, lui disant qu'il s'agit d'une femme sans importance, et qu'il peut donc séjourner au palais. Apprenant par la suite la vérité, Héraclès descendra aux Enfers attendre la mort pour récupérer Alceste et la rendre à son mari. |
| Andromaque Euripide          | 426 av. J.-C.                          | - Andromaque - Hermione - Molossos (fils d'Andromaque et de Néoptolème) - Pélée - Une Servante - Un Messager - Nourrisse d'Hermione - Oreste - Thétis Chœur de femmes de Phthie | Andromaque devenue esclave et mariée au Grec Néoptolème, demeure dévouée à son défunt mari troyen, Hector. Hermione deuxième épouse de Néoptolème et stérile, attribue son malheur aux tours de magie d'Andromaque, dont elle veut se venger. Andromaque a donc éloigné son fils Molossos, seul héritier au trône et le cache dans un temple. Cependant, Ménélas lui annonce qu'il l'a trouvé et le tient captif. Hermione veut la tuer. Andromaque se rend mais est sauvée par l'intervention du sage Pélée, père d'Achille et grand-père de Néoptolème, qui s'en prend à Ménélas, roi de Sparte, époux d'Hélène, et responsable du déclenchement de la guerre contre Troie, dans laquelle Achille a trouvé la mort. Oreste arrive inopinément, et emmène Hermione dont il est amoureux. Il a organisé l'assassinat de Néoptolème à Delphes. Un messager annonce au vieux Pelée la mort de son petit-fils. |
| Électre Euripide             | probablement vers 413 av. J.-C.        | - Un laboureur mycénien - Électre - Oreste - Pylade (personnage muet) - Le vieillard - Le messager - Clytemnestre - Les Dioscures Le Chœur | Au retour d'Oreste à Argos, parti en exil depuis son plus jeune âge, décide avec Électre de venger le meurtre de leur père Agamemnon en tuant leur mère Clytemnestre et son amant Égisthe qui règnent sur Argos. La scène se passe devant la maison d'Électre, où elle vit avec son époux, un simple laboureur. Oreste part tuer Égisthe, qui est à la campagne pour offrir un sacrifice aux dieux. Ce dernier ne reconnait pas Oreste, l'invite à partager le festin qui suit le sacrifice et Oreste le tue. De son côté, Électre attire sa mère chez elle en inventant un accouchement récent. Oreste rentre avec la tête d'Égisthe et tue sa propre mère en maudissant son acte. Les Dioscures (Castor et Pollux) leur apparaissent sous une forme divine et les invitent à expier le matricide fraîchement commis en quittant leur patrie commune. |
| Le Cyclope Euripide          | probablement vers 424 ou 425 av. J.-C. | - Silène (satyre) - Ulysse - Polyphème (le cyclope) Chœur de satyres (enfants de Sylène et bergers de Polyphème) | La pièce raconte la rencontre entre Ulysse et Silène et ses garçons qui forment le chœur des satyres et qui servent Polyphème dont ils gardent le troupeau de brebis. Ulysse, demande aux satyres qu'on lui vende des vivres. Polyphème surgit pendant l'échange et Silène, ordonne à Ulysse et ses compagnons de se cacher dans la grotte mais les trahit en disant au Cyclope que les étrangers tentaient de lui voler sa nourriture et complotaient pour le tuer. Ulysse, se présentant sous le nom de Personne, offre au Cyclope un vin qui l'endort et crève son œil unique pendant son sommeil. Ivre de rage, Polyphème cherche l'équipage ce dernier parvient à s'échapper de la caverne. Polyphème appelle alors ses compagnons cyclopes à l'aide qui lui demandent qui l'a attaqué, et Polyphème leur répond avec colère : « C'est Personne ! C'est Personne qui m'a crevé l'œil ! » Les autres Cyclopes le pensent fous et ne s'en préoccupent plus. Les satyres intègrent finalement l'équipage d'Ulysse, qui poursuit son voyage, et promettent de servir désormais toujours Dionysos. |
| La Folie d'Héraclès Euripide | 416 av. J.-C.                          | - Amphitryon (époux d'Alcmène mère d'Héraclès) - Mégara (femme d'Héraclès) - Lycos (usurpateur du trône de Thèbes) - Héraclès - Iris (messagère des dieux) - Lyssa (déesse de la folie) - Thésée (roi d'Athènes) - Zeus (roi des dieux, père d'Héraclès) Chœur de vieillards de Thèbes    | Héraclès est absent de Thèbes : descendu aux Enfers pour y capturer le chien Cerbère et accomplir ainsi le dernier des travaux ordonnés par Eurysthée, il n'en est pas revenu, et on le croit mort. Pendant son absence, le tyran Lycos a tué le régent Créon et s'est emparé du trône de Thèbes. Depuis lors, il fait régner la terreur, et menace de tuer les enfants d'Héraclès, les Héraclides, ainsi que son épouse Mégara et son beau-père Amphitryon (époux d'Alcmène). Héraclès revient juste à temps et tue Lycos. Mais au moment où les Thébains se réjouissent, Iris, la messagère des dieux, vient annoncer que le courroux d'Héra contre Héraclès n'est pas terminé : elle va le frapper de folie et l'amener à tuer ses propres enfants. La déesse de la folie, Lyssa, sème le trouble dans l'esprit d'Héraclès, et celui-ci tue ses enfants ainsi que Mégara. Lorsqu'Héraclès reprend ses esprits, il est accablé de chagrin, et seuls les discours de son ami Thésée le convainquent de ne pas se donner la mort. |
| Hécube Euripide              | 424 av. J.-C.                          | - Polydore (défunt, sous forme d'Ombre) - Hécube (épouse du défunt Priam roi de Troie) - Polyxène (fille d'Hécube et de Priam) - Ulysse - Talthybios - Agamemnon - Polymnestor (roi des Thraces) et ses enfants - Une esclave d'Ecuke Chœur de captives troyennes                         | Hécube, épouse de Priam, roi de Troie, est faite esclave avec ses filles Cassandre et Polyxène lors de la prise de la ville. Lors du partage, Polyxène sont attribuées à Ulysse, tandis que Cassandre revient à Agamemnon. En attendant d'être amenée en Grèce, Hécube est « parquée », avec les autres esclaves. Une esclave va découvrir le corps égorgé de Polydore, dernier fils d'Hécube que celle-ci croyait sain et sauf car confié avec un grand trésor à Polymestor, roi des Thraces dont Hécube espère se venger. Sa fille Polyxène est demandée en sacrifice par le fantôme d'Achille sorti de son tombeau. Ulysse vient la réclamer à sa mère qui le supplie de lui laisser sa fille. Hécube attire Polymestor et ses deux fils dans un guet-apens. Elle fait aveugler Polymestor et égorge de ses propres mains les deux petits. Devant Agamemnon, elle plaide sa cause et ce dernier lui donne raison contre Polymestor. Polymestor, désormais aveugle, prophétise à l'instar de Tirésias qu'Agamemnon ne vivra pas longtemps dans sa patrie retrouvée et qu'Hécube sera métamorphosée en chienne. |
| Les Héraclides Euripide      | 430 av. J.-C.                          | - Iolas (Ancien compagnon d'Héraclès désormais vieillard) - Coprée (hérault d'Eurysthée) - Démophon - Macarie (fille d'Héraclès) - Alcmène (mère du défunt Héraclès) - Eurysthée (Roi de Mycènes) - Acamas (personnage muet) - Un Serviteur - Un Messager Chœur de vieillards athéniens   | Alcmène, les enfants d'Héraclès, Iolas, (ancien compagnon du héros) rejoignent Marathon après la mort du héros, fuyant Eurysthée, roi de Mycènes qui les traque. Les fils d’Héraclès, parents éloignés des deux fils de Thésée, Démophon (roi d'Athènes), et Acnuius, sont venus en cette ville pour implorer leur secours. Ils trouvent asile dans un temple voué à Zeus dont Coprée, l’un des envoyés d'Eurysthée tente de les arracher. Désireux de respecter les dieux ainsi que les liens qui l’unissent aux enfants d’Héraclès Démophon repousse les troupes Argiennes, malgré la menace d’une guerre imminente avec Eurysthée. Démophon réunit les oracles et apprend que le succès de ses armées ne sera assuré qu’à condition d’immoler à Perséphone, une vierge née d’un illustre père. Macaria, fille d’Héraclès jusqu’alors restée dans le temple, se propose de mourir. La guerre éclate, conformément aux oracles, ce sont les troupes de Démophon qui sortent vainqueurs de la guerre, Eurysthée est capturé par Iolas. Poussée par la vengeance, et contre la tradition d’Athènes voulant que l’on laisse partir un homme pris vivant sur le champ de bataille, Alcmène militera néanmoins pour faire mourir Eurysthée, ce dont Hyllos sera chargé. Devant le pardon qui lui était offert par Athènes, Eurysthée leur révèle un oracle d’Apollon. Il se propose alors d’être pour la ville un hôte protecteur à condition d’être enterré à Pellène, devant le temple de Minerve, lorsque les descendants d’Héraclès, oubliant leurs bienfaits, viendront attaquer la ville. |
| Hippolyte Euripide           | 428 av. J.-C.                          | - Aphrodite (déesse de l'amour) - Hippolyte (fils de Thésée) - Un Serviteur - Les Valets d'Hippolyte - La Nourrice - Phèdre (fille de Minos, épouse de Thésée) - Une Servante - Thésée - Un autre serviteur d'Hippolyte - Artémis (déesse de la nature) Chœur de femmes de Trézène        | Le coryphée annonce l'arrivée de Phèdre. S’appuyant sur sa vieille nourrice, Phèdre, dévorée par un mal mystérieux, s’avance pour voir la lumière du jour. Elle se met à délirer, voulant être dans les montagnes, poursuivre les animaux et conduire un char dans le stade consacré à Artémis. Elle demande ensuite à la nourrice de lui couvrir le visage d’un voile et s’enferme dans le palais.Le chœur interroge en vain la nourrice, qui n'a rien deviné. Le nom d’Hippolyte échappe à la nourrice et Phèdre réagit très brusquement. La nourrice croit d’abord que sa maîtresse hait en lui le fils d’une autre femme. Mais Phèdre finit par lui avouer son amour. Devant le désir de mourir que manifeste sa maîtresse, la nourrice, qui s’était d’abord scandalisée, va révéler la passion de Phèdre à Hippolyte. Le jeune homme éclate en invectives. Phèdre décide alors de perdre Hippolyte et se pend. Thésée revient et trouve dans les mains de Phèdre morte des tablettes qui accusent son fils de viol, raison de son suicide. Hippolyte se justifie et se retire en exil, maudit par son père et voué à la vengeance de Poséidon. Un serviteur apprend à Thésée qu’un monstre marin a causé la perte de son fils. Artémis apparaît lorsqu’on apporte Hippolyte agonisant. Elle révèle la vérité à Thésée et promet à Hippolyte de le venger sur un des favoris d’Aphrodite. Hippolyte meurt après avoir pardonné à son père, qui s’apprête à lui rendre les derniers honneurs.                                                                                            |
| Médée Euripide               | 431 av. J.-C.                          | - Médée (femme de Jason) - La Nourrice - Le Pédagogue - Égée (roi d'Athènes) - Créon (roi de Corinthe) - Jason (fils d'Éson et époux de Médée) - Un Messager Chœur de femmes de Corinthe                                                                                                  | Au début de la pièce, le pédagogue des enfants de Médée et leur nourrice discutent du remariage de Jason avec la fille du roi Créon, Créuse. Médée paraît et laisse éclater sa colère. Elle cherche une manière de punir son mari. Le roi Créon la chasse alors en exil avec ses enfants, mais, supplié par Médée, il lui accorde cependant un délai d'une journée avant son départ. Médée décide d'employer ce laps de temps à tuer Créon et sa fille Créuse. Jason entre ensuite en scène, ce qui provoque une scène de dispute avec Médée. Après cela, Médée promet au roi Égée, en voyage, de l'aider à avoir des enfants, s'il l'héberge quand elle aura quitté le royaume de Créon. Il accepte, ce qui lève les dernières hésitations de Médée à commettre son crime. Devant Jason, elle confie à ses enfants un diadème et un voile empoisonnés, destinés à tuer la fille de Créon, en disant à Jason qu'il s'agit de présents visant à amadouer la princesse afin que ses enfants échappent à l'exil. Un messager vient annoncer à Médée la mort de la princesse, mais aussi de Créon. Médée tue ses enfants en coulisses. Jason rentre, craignant pour ses fils, mais il est déjà trop tard. Médée, montée sur un char tiré par des dragons, lui refuse de toucher les cadavres de leurs enfants et part pour la terre d'Égée, laissant Jason seul avec sa douleur. |
| Les Troyennes Euripide       | 415 av. J.-C.                          | - Poséidon - Athéna - Hécube (reine de Troie, veuve de Priam) - Talthybios - Cassandre (fille d’Hécube) - Andromaque (veuve d’Hector, belle-fille d’Hécube) - Ménélas (roi de Sparte) - Hélène (épouse de Ménélas) - Astyanax (fils d'Andromaque et d'Hector) Chœur de captives troyennes | La pièce se déroule après la chute de Troie dans le camp grec. Talthybios, un héros grec vient révéler aux Troyennes captives le nom de leurs nouveaux maîtres respectifs : Cassandre est destinée à devenir la nouvelle épouse d’Agamemnon ; Andromaque devra se soumettre à Néoptolème, fils d’Achille, tandis que le sort d’Hécube échoit à Ulysse, son pire ennemi. Cassandre est emmenée par Talthybios vers le navire de son nouveau maître. Andromaque apparaît en scène, accompagnée de son jeune fils Astyanax et révèle à Hécube que Polyxène a été tué. Survient Talthybios chargé d'un nouvel ordre : le jeune Astyanax, dernier survivant mâle de la race troyenne, doit périr, jeté du haut des tours de la ville. Le dernier épisode met en scène la confrontation d’Hécube avec Ménélas, qui affirme son intention de tuer sa femme Hélène, cause de tous ses malheurs, et cette dernière. Le corps déchiqueté d’Astyanax est ramenés aux Troyennes qui sont emmenées par les Grecs pendant que Troie brûle. |
| Les Suppliantes Euripide     | 423 av. J.-C.                          | - Éthra (mère de Thésée) - Thésée (roi d'Athènes) - Adraste (roi d'Argos) - Héraut de Créon (roi de Thèbes) - Athéna - Évadné (femme de Capanée) - Iphis (père d'Evadné) - Des enfants, orphelins des guerriers Argiens - Un messager Chœur de mères d'Argos                              | La pièce se déroule devant le temple de Déméter à Éleusis, Éthra (mère de Thésée) est sollicitée par des mères de guerriers d'Argos morts pendant la bataille des Sept Chefs contre Thèbes et privés de sépultures. Adraste, roi d'Argos se lamente avec les mères en pleurs. Il demande de l'aide à Thésée qui accepte après un refus initial. Thésée part pour Thèbes avec son armée mais sans Adraste pour ne pas créer d’ambiguïté entre le motif de son attaque (la récupération des corps) et la tentative d'invasion d'Argos pendant la guerre des Sept Chefs. Un messager Argien, ex-prisonnier des Thébains libéré par Thésée vient annoncer la victoire et la magnanimité de Thésée qui a retenu ses hommes pour éviter le sac de la ville. Thésée revient avec les corps des guerriers qui sont brûlés ensemble (afin d'épargner aux mères la vision des corps mutilés de leurs fils). Les orphelins des guerriers amènent les cendres de leurs pères à leurs grand-mères avec des promesses de vengeances. Les Argiens reconnaissent à Thésée qu'ils ont une dette envers Athènes mais Athéna qui considère que cela ne suffit pas apparaît sur le toit du temple et demande à Thésée d'exiger la promesse qu'Adraste n'attaquera jamais Athènes. Enfin, Athéna annonce aux enfants qu'ils vengeront leurs pères et feront le sac de la ville de Thèbes. |
| Ion Euripide                 | 419 av. J.-C.                          | - Hermès - Ion - Créuse - Xouthos - Un vieillard - Un serviteur de Créuse - La Pythie - Athéna Chœur de servantes de Créuse | Créuse, fille d'Érechthée, roi d'Athènes, fut violée par Apollon. De ce viol naquit un fils, Ion, qu'Hermès (envoyé par Apollon), enlève et porte à Delphes, où la Pythie le fait élever. Créuse, épouse Xouthos, successeur d'Érechthée sur le trône d'Athènes. Le couple, demeuré stérile, se rend à Delphes pour y consulter l'oracle d'Apollon. Le dieu lui fait savoir qu'il doit regarder comme son fils le premier individu qu'il croisera à la sortie du temple. Immanquablement, Ion est ce fils. Le roi l'adopte mais la jalousie de Créuse s'éveille contre Ion, qu'elle prend pour le fruit des amours de son époux avec une rivale. Créuse tente alors d'empoisonner son fils mais les dieux interviennent et le plan échoue. Elle est condamnée à être précipitée du haut d'un rocher Créuse est sauvée par l'intervention de la Pythie qui amène le berceau dans lequel Ion fut trouvé. La mère reconnaît alors le berceau et Ion comme son fils. Athéna apparaît et annonce alors aux protagonistes une destinée heureuse et une lignée prospère. Ion sera l'auteur de la race ionienne, comme Doros, autre fils de Créuse désormais fertile et de Xouthos, sera celui de la race dorienne. |

### Tragédies fragmentaires
| Titre Auteur         | Date          | Personnages Chœur et Coryphée                                                                               | Résumé |
| -------------------- | ------------- | --- | --- |
| Bellérophon Euripide | Inconnue      | - Bellérophon - Iobatès - Glaucos - Mégapenthès - Un Messager Chœur probablement composé de paysans lycéens | Bellérophon qui semble avoir tout perdu (sa femme, sa fille et son statut ; peut-être à la suite de l'histoire de Sthénébée), vit seul avec son père Glaucos et Pégase sur une terre inculte. Il exprime là sa profonde mélancolie et son pessimisme quant au sort du monde, sa conclusion étant que les dieux n'existent pas. À la suite de quelque nouvel outrage, il se décide pour l'action et monte Pégase dans l'objectif d'atteindre l'Olympe. Les motifs de cette ascension nous demeurent inconnus et la critique actuelle hésite entre une envie de s'assurer de l'inexistence des dieux ou une simple volonté de vengeance. Quoi qu'il en soit, Pégase chute avec son cavalier qui est amené sur la scène mortellement blessé, allongé sur une litière. S'étant excusé de son défi insensé, il meurt. |
| Égée Euripide        | 430 av. J.-C. | - Égée - Thésée - Médée Chœur probablement composé de citoyens athéniens                                    | Tragédie perdue dont dix-huit fragments ont été identifiés avec un total de 27 vers au moins partiellement connus. La pièce se déroule probablement dans le palais d’Égée à Athènes, même si, Plutarque situerait l'action au Delphinion. Dans une reconstitution assez hasardeuse, l'ouvrage édité par Gustav Adolf Seeck, lui-même éditeur, considère que la fin de la pièce aurait lieu à Trézène. |